# Iridium (műhold)
Az Iridium 66 aktív és 6 tartalék műholdból álló távközlési rendszer, amellyel eredetileg az egész világot, tehát a kontinenseket, az óceánokat és a pólusokat is lefedő műholdas telefonszolgáltatást biztosítottak.
A rendszer első műholdját 1998-ban indították. A műholdak alacsony Föld körüli pályán keringenek, 780 km magasan.
2009. február 12-én a rendszer egyik holdja, az Iridium 33 ütközött a használaton kívüli Koszmosz–2251 jelzésű katonai távközlési műholddal, és viszonylag sok űrszemét keletkezett.
Az Iridium rendszert kifejlesztő Motorola mérnökei úgy számították, hogy egy nem geoszinkron, alacsony pályán keringő, 77 kommunikációs műholdból álló hálózat elegendő lesz egy cellaszerű, a teljes Földet lefedő mobiltelefon-hálózathoz. Ezért a rendszert Iridiumnak nevezték el az irídium (Ir) elemről, amelynek magja körül 77 elektron kering. A végleges rendszert 66 működő műhold szolgálta ki, de az Iridium név megmaradt.
Még egy, az Iridium rendszerhez hasonló – vele versenyben álló – másik műholdas telefonhálózat létezik, a 48 műholdból álló Globalstar, mely azonban nem fedi le az egész földfelszínt.
Az 1997–2002 között eredetileg felbocsátott műholdak tervezett élettartama mindössze 8 év volt, így 2017-ben megkezdődött a műholdak tömeges lecserélése, ami 2019 elején befejeződött. Az őket leváltó Iridium Next műholdcsalád 75 tagja 2019-ben már mind Föld körüli pályán van.

## Iridium-felvillanások

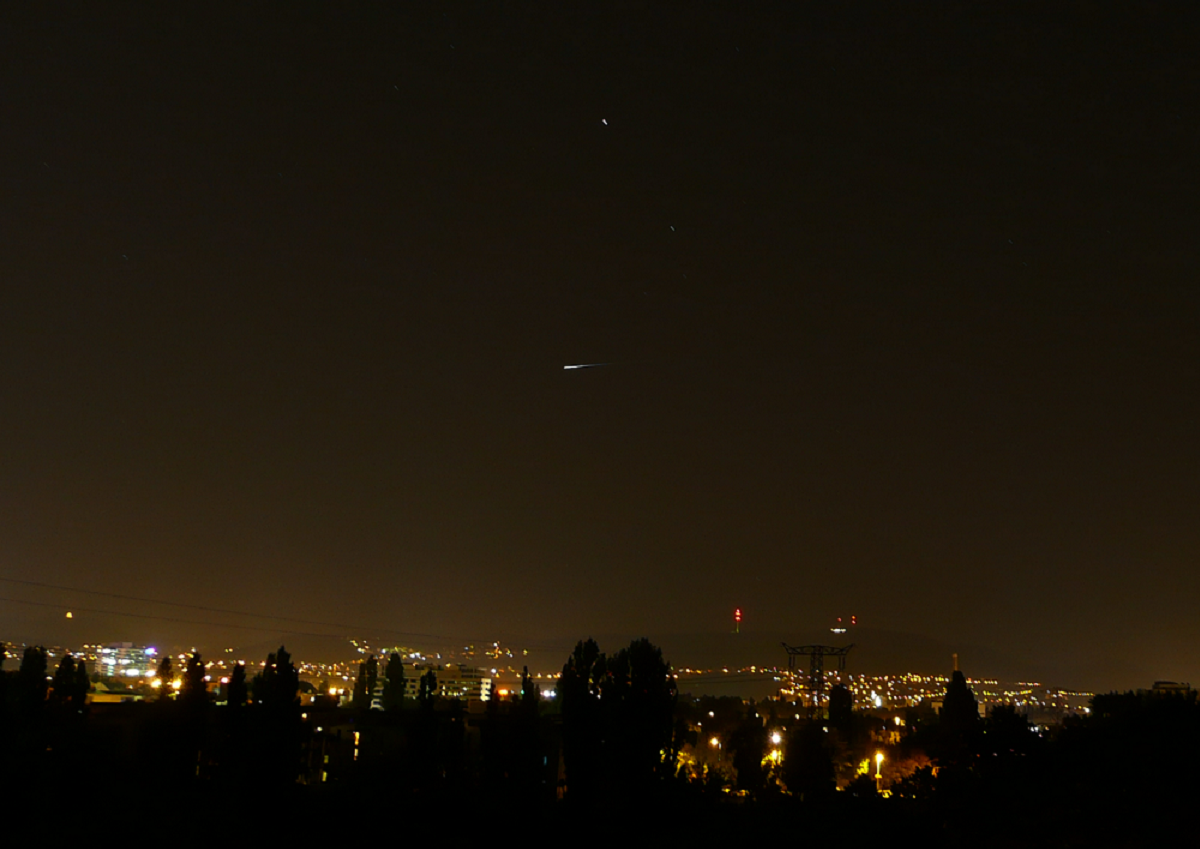
Fler Budapest felett

Az  Iridium-felvillanásokat, vagy Iridium-flereket akkor okozzták a műholdak amikor a Nap vagy Hold fényét tükrözték a Földre. A felvillanásokat az okozta, hogy három olyan sík antennával rendelkeztek, amelyek a műholddal bizonyos szöget zárnak be és a nagyméretű tükröző felületük a Föld meghatározott, néhányszor tíz km átmérőjű területére verte vissza a fényt. A megfelelő helyen tartózkodó megfigyelő a Földről ezt a műhold átmeneti kifényesedéseként, majd elhalványulásaként érzékeli, a jelenség néhány másodperces, maximális időtartama 20 másodperc volt, fényessége elérte a -8-at is, ami 1000-szer fényesebb a Szíriusznál, az éjszakai égbolt legfényesebb csillagánál.
A műholdak felvillanásainak megfigyelését a szemlélő helyének és idejének megadásával ki lehet számítan. Az Iridium műholdaknak külön oldala is volt az interneten 
Az új, Iridium Next műholdak már más felépítésűek, nem okoznak ilyen jelentős felvillanásokat.